# Народно Суворовско училище
Народно Суворовско училище е българско военноучебно заведение съществувало в периода (1951 – 1955 г.).

## История
Народното Суворовско училище е формирано в гр. София съгласно Постановление № 995 от 21 август 1951, по предложение на Министъра на народната отбрана генерал-полковник Петър Панчевски и планирано да има 300 души възпитаници. Със служебно писмо №2804 на Министерството на Народната отбрана е наредено на полковник Йосифов да встъпи в длъжност началник на училището и да започне формирането на същото, считано от 19 ноември 1951 година. Курсът на обучение е 7-годишен (от 5-и до 11-и клас). След завършване на курса възпитаниците се изпращат за по-нататъшно обучение във военноучебни заведения на войската и МВР. Разформирано е с Министерска заповед № 192 от 1955 г., считано от 20 август 1955 година, тъй като „съществуването му е нецелесъобразно“.

## Началници
- полковник Йосифов

## Наименования
- Народно военно Суворовско училище (1951 – 1952)
- Народно Суворовско училище (1952 – 1955)